# Kujtim Çashku
Kujtim Çashku, né le 5 août 1950 à Tirana (Albanie), est un réalisateur albanais, également scénariste et producteur de films (société Orafilm).

## Biographie
Il s'est formé à l'Institut des arts de Tirana et à l'IATC (Institute of Theater and Cinematography Art) de Bucarest.
Il est membre de l'Académie européenne du film, Président de l'Association des cinéastes albanais « Lumiere », également PDG de OraFilm, une maison de production ayant réalisé la première coproduction entre l'Albanie et l'Occident : Kolonel Bunker, 1996, Albanie (OraFilm)/France (3B Productions)/Pologne (Studio Filmowe Dom).
Membre fondateur de l'Association des cinéastes albanais « Lumiere », Kujtim Çashku dirige aujourd'hui la première et la seule école de cinéma et de  télévision de Tirana, l'Académie du film et du multimédia Marubi dont il est également le concepteur et fondateur.

## Filmographie (en tant que réalisateur)
- 1976  Printemps en nos cœurs (documentaire)
- 1977  Ils n'étaient que quatre (Ata ishin katër) avec Esat Musliu
- 1979  Face à face (Ballë për ballë)  avec Piro Milkani
- 1980  Post Humous
- 1982  Les Amis (Shokët)
- 1983  La Main de l'homme (Dora e ngrohtë)
- 1985  Avril brisé (Të paftuarit) d'après Ismaïl Kadaré
- 1987  Meurtre pendant la chasse
- 1989  La Ballade de Kurbin (Balada e Kurbinit)
- 1996  Kolonel Bunker
- 2004  Œil magique (Syri magjik)